# Jesús Santomé
Jesús Santomé Gestido (Moaña, Pontevedra, España, 31 de marzo de 1955) es un exfutbolista español que se desempeñaba como defensa.

## Clubes
| Club                | País   | Año       |
| ------------------- | ------ | --------- |
| R. C. Celta de Vigo | España | 1975-1983 |